# Candia (unità periferica)
L'unità periferica di Candia (in greco Περιφερειακή ενότητα Ηρακλείου?, Perifereiakī́ enótīta Īrakleíou) è una delle quattro unità periferiche in cui è divisa la periferia di Creta. Il capoluogo è la città di Candia (Īrákleio).

## Geografia fisica

### Territorio
Confina con quella di Retimo ad ovest e con quella di Lasithi ad Est. Il territorio è montuoso. Le maggiori cime sono quelle del Monte Ida ad ovest e l'Asterousia a sud. Le pianure e le valli si estendono al centro e al centro sud dove si apre la piana di Messarà. Alla prefettura appartiene l'isola di Dia.

### Clima
Il clima del territorio è di tipo mediterraneo con estati calde, fatta eccezione per l'entroterra montuoso che ha inverni più rigidi.

## Società

### Evoluzione demografica
- Censimento del 1991 - 263 868 abitanti, densità: 99.91/km²
- Censimento del 2001 - 292 482 abitanti, densità: 110.75/km²

## Infrastrutture e trasporti
- GR-90/E65
- GR-97
- GR-99

## Comunicazioni

### Televisione
- Creta Channel
- Kriti TV

## Antiche città
- Palazzo di Cnosso
- Festo
- Gortina
- Tylissos
- Priniàs

## Prefettura
Candia era una prefettura della Grecia, abolita a partire dal 1º gennaio 2011 a seguito dell'entrata in vigore della riforma amministrativa detta programma Callicrate
La riforma amministrativa ha anche modificato la struttura dei comuni che ora si presenta come nella seguente tabella:
| Nuovo comune        | Vecchio comune    | Sede         |
| ------------------- | ----------------- | ------------ |
| Archanes-Asterousia | Archanes          | Peza         |
| Archanes-Asterousia | Asterousia        | Peza         |
| Archanes-Asterousia | Nikos Kazantzakis | Peza         |
| Festo               | Zaros             | Moires       |
| Festo               | Moires            | Moires       |
| Festo               | Tympaki           | Moires       |
| Gortina             | Gortina           | Agioi Deka   |
| Gortina             | Agia Varvara      | Agioi Deka   |
| Gortina             | Kofinas           | Agioi Deka   |
| Gortina             | Rouvas            | Agioi Deka   |
| Candia (Irakleio)   | Candia            | Candia       |
| Candia (Irakleio)   | Gorgolainis       | Candia       |
| Candia (Irakleio)   | Nea Alikarnassos  | Candia       |
| Candia (Irakleio)   | Paliani           | Candia       |
| Candia (Irakleio)   | Temenos           | Candia       |
| Chersonissos        | Chersonissos      | Gournes      |
| Chersonissos        | Episkopi          | Gournes      |
| Chersonissos        | Gouves            | Gournes      |
| Chersonissos        | Malia             | Gournes      |
| Malevizi            | Gazi              | Gazi         |
| Malevizi            | Krousonas         | Gazi         |
| Malevizi            | Tylisos           | Gazi         |
| Minoa Pediada       | Arkalochori       | Evangelismos |
| Minoa Pediada       | Thrapsano         | Evangelismos |
| Minoa Pediada       | Kasteli           | Evangelismos |
| Viannos             | Viannos           | Ano Viannos  |

## Precedente suddivisione amministrativa
Dal 1997, con l'attuazione della riforma Capodistria, la prefettura di Candia era suddivisa in 26 comuni e 3 comunità.
| comune            | codice YPES | capoluogo (se diverso) | codice postale | prefisso tel. |
| ----------------- | ----------- | ---------------------- | -------------- | ------------- |
| Agia Varvara      | 1901        |                        | 700 03         | 28940-2       |
| Archanes          | 1903        |                        | 701 00         | 2810-3, 7     |
| Arkalochori       | 1902        |                        | 703 00         | 28910-2       |
| Asterousia        | 1904        | Pyrgos                 | 700 10         | 28920-2       |
| Candia            | 1912        |                        | 710 xx-720 xx  | 2810          |
| Chersonissos      | 1926        | Limenas Chersonisou    | 700 14         | 28970-2       |
| Episkopi          | 1910        |                        | 700 10         | 2810-77       |
| Gazi              | 1906        |                        | 714 xx         | 2810-82       |
| Gorgolainis       | 1907        | Agios Myronas          | 700 12         | 2810-72       |
| Gortina           | 1908        | Agioi Deka             | 700 12         | 28930         |
| Gouves            | 1909        |                        | 700 14         | 28970-4       |
| Kasteli           | 1914        |                        | 700 03         | 28910-3       |
| Kofinas           | 1915        | Asimi                  | 700 10         | 28930         |
| Krousonas         | 1916        |                        | 700 01         | 2810-71       |
| Malia             | 1917        |                        | 700 07         | 28970-3       |
| Mires             | 1918        |                        | 704 00         | 28920-2       |
| Nea Alikarnassos  | 1919        |                        | 716 xx         | 2810          |
| Nikos Kazantzakis | 1920        | Peza                   | 701 00         | 2810-74       |
| Paliani           | 1923        | Venerato               | 700 11         | 2810-79       |
| Rouvas            | 1921        | Gergeri                | 700 03         | 2890-4        |
| Temenos           | 1922        | Profitis Ilias         | 715 00         | 2810-89       |
| Thrapsano         | 1913        |                        | 700 06         | 28910-4       |
| Tylisos           | 1924        |                        | 715 00         | 2810-83       |
| Timbaki           | 1925        |                        | 702 00         | 28920-5       |
| Viannos           | 1905        | Ano Viannos            | 700 04         | 28950-2       |
| Zaros             | 1911        |                        | 700 02         | 28940-3       |